# Колтрини (Верона)
Колтрини је насеље у Италији у округу Верона, региону Венето.
Према процени из 2011. у насељу је живело 73 становника. Насеље се налази на надморској висини од 191 м.